# Roald Dahl: Boszorkányok
A Roald Dahl: Boszorkányok (eredeti cím: The Witches) 2020-ban bemutatott amerikai–mexikói fantasy filmvígjáték, amelyet Robert Zemeckis rendezett. A film Roald Dahl azonos című gyerekkönyve alapján készült, egyúttal a második adaptációja a könyvnek az 1990-es Nicolas Roeg által rendezett film után, melynek Anjelica Huston volt a főszereplője.
A forgatókönyvet Dahl műve nyomán Robert Zemeckis, Kenya Barris és Guillermo del Toro írták. A producerei Robert Zemeckis,  Guillermo del Toro, Jack Rapke, Alfonso Cuarón és Luke Kelly.  A főszerepben Anne Hathaway, Octavia Spencer, és Stanley Tucci láthatók. A film zeneszerzője Alan Silvestri. A film gyártója a Warner Bros. Pictures, az ImageMovers, a Necropia Entertainment, az Esperanto Filmoj és a Double Dare You Productions, forgalmazója a Warner Bros. Pictures.
Amerikában 2020. október 22-én mutatták be HBO Maxon. Mexikóban 2020. október 29-én mutatták be. Magyarországon 2020. november 5-én mutatták be a mozikban.

## Cselekmény
A történet Alabamában játszódik, 1968-ban. Egy fiatal fiú a szülei halálát követően a nagymamája gyámsága alá kerül. A nagymama különböző módszerekkel megpróbálja kirángatni a szomorúságából, még egy házi egeret is vesz neki, akit a kisfiú Daisynek nevez el. Amikor egy nap elmennek a szupermarketbe, a fiú találkozik egy furcsa kinézetű nővel, aki csokival próbálja magához csalogatni, de a nagymama még időben közbelép, és a nő eltűnik. A nagymama szerint a nő egy boszorkány volt, akik nagyon is léteznek, és gyerekekre vadásznak. Elmeséli, hogy gyerekkorában a legjobb barátnőjét, Alice-t egy boszorkány csirkévé változtatta, ő pedig semmit sem tehetett ellene. Azóta ő maga is vadászik a boszorkányokra, hogy megállítsa gonosz szándékaikat, mindeddig sajnos kevés sikerrel. Mivel tudja, hogy ha egy boszorkány megtalál egy gyereket, nem nyugszik, míg nem végzett vele, ezért úgy döntenek, elutaznak egy közeli szállodába, ahol biztonságban lehetnek.
A nagymama beavatja az unokáját a boszorkányok titkaiba: ők valójában embereknek álcázott démonok. Karmaik vannak körmök helyett, amelyeket kesztyűben rejtenek el, kopaszok, amelyeket elrejtenek parókákkal, négyzetlábúak, amelyeket magas sarkú cipő viselésével rejtenek el, pupillájuk lila árnyalatú, a szájuk széles, amit erős sminkkel takarnak, és erőteljes szaglásuk van, amelyet a gyermekek kiszaglására használnak.
A kisfiú a szállodában megismer egy falánk, de barátságos Bruno nevű fiút, valamint megtudja, hogy egy  nőkből álló jótékonysági szervezet a szállodában tartja éves találkozóját. Véletlenül pont abba a terembe téved be, ahol ez a találkozó zajlik, ezért elbújik, hogy ne vegyék észre. Kiderül, hogy a gyűlés igazából egy boszorkánytalálkozó, a szépségesnek tűnő hölgyek egytől-egyig ocsmány boszorkányok, akiket a velejéig gonosz Legfőbb Boszorkány vezet. A Legfőbb Boszorkány terve a világ összes gyerekének elpusztítása, melynek érdekében létrehozott egy különleges bájitalt. Ha a boszorkányok ezt elrejtik az édességben, a gyerekek egérré változnak, és így a szüleik maguk fogják megölni őket. Hogy a hatás még nagyobb legyen, a banyáknak édességboltokat kell nyitniuk minden országban, melyhez a Legfőbb Boszorkány előre gyártott százdolláros bankjegyeket ad nekik.
A Legfőbb Boszorkány előzőleg adott Brúnónak egy tábla csokoládét, amely késleltetve fejti ki a hatását, és azt mondta, hogy jöjjön a bálterembe, ha még több édességet akar. A mit sem sejtő Bruno így a boszorkányok szeme láttára változik egérré. Mielőtt végezhetnének vele, Daisy megmenti őt, akiről kiderül, hogy szintén gyerek volt egyszer, mígnem a boszorkányok egérré változtatták. Az incidens során a banyák a kisfiút is megtalálják, és erőszakkal megitatják vele a bájitalt. A három egérnek a szellőzőn keresztül sikerül elmenekülnie a Legfőbb Boszorkány karmai elől.
A kisfiú és az új barátai visszatérnek a nagymama szobájába, ahol közlik vele, mi történt. A nagymama a saját gyógyfőzeteivel megpróbálja visszaváltoztatni őket gyerekekké, de sajnos a szer nem elég erős. A kisfiú elfogadja, hogy örökké egér marad. Közösen elhatározzák, hogy megakadályozzák a Legfőbb Boszorkány tervét. Belopóznak a hotelszobájába, és elcsennek egy üveg varázsszert, amit a konyhában beleöntenek a levesbe, amit a boszorkányok rendeltek az esti vacsorájukhoz. A terv beválik, a leves elfogyasztásával a boszorkányok valamennyien rusnya patkányokká változnak. Az étteremben eluralkodik a káosz, a hoteligazgató kártevő-irtókat hívat a szállodába, akik tudtukon kívül kiirtják Alabama állam összes boszorkányát.
A nagymama a Legfőbb Boszorkány szobájában összegyűjti a maradék varázsszereket és a ládányi százdollárost, valamint talál egy listát a világ összes boszorkányának nevével és címével. Elhatározzák, hogy közösen felkutatják őket és mindet patkánnyá változtatják. Csakhogy megjelenik a Legfőbb Boszorkány, aki megneszelte a nagymama tervét, és nem evett a levesből. Bevallja, hogy felismerte őt, mert évekkel ezelőtt már találkoztak; ő volt az a boszorkány, aki Alice-t csirkévé változtatta. Arra készül, hogy megölje a nagymamát, de a kisfiú, Bruno és Daisy egy ügyes trükkel letuszkolnak a torkán egy üveg varázsszert. A patkánnyá vált banyát a hotelszobába zárják, ahol a saját macskája végez vele.
A nagymama és a három kisegér hazatérnek otthonukba és négyen együtt egy boldog családdá válnak. Az évek során sikerül minden boszorkányt likvidálniuk az Egyesült Államokban, és később ezt kiterjesztik a világra is. A kisfiú (aki most már egy megöregedett egér) elmeséli a történetét más gyerekeknek, hogy belőlük is profi boszorkányvadászokat faragjon, és véget vessenek a banyák rémuralmának.

## Szereplők
| Szereplő               | Színész                   | Magyar hang            |
| ---------------------- | ------------------------- | ---------------------- |
| A Legfőbb Boszorkány   | Anne Hathaway             | Bogdányi Titanilla     |
| Nagymama               | Octavia Spencer           | Kocsis Mariann         |
| Nagymama gyerekkorában | Miranda Sarfo Peprah      | Engel-Iván Lili        |
| Mr. Stringer           | Stanley Tucci             | Csankó Zoltán          |
| Kisfiú                 | Jahzir Kadeem Bruno       | Gáll Dávid             |
| Kisfiú felnőttkorában  | Chris Rock                | Csőre Gábor            |
| Bruno Jenkins          | Codie-Lei Eastick         | Kelemen Noel           |
| Mary / Daisy           | Kristin Chenoweth         | Mentes Júlia           |
| Mr. Jenkins            | Charles Edwards           | Király Adrián          |
| Mrs. Jenkins           | Morgana Robinson          | Ligeti Kovács Judit    |
| Zelda                  | Josette Simon             | Bognár Gyöngyvér       |
| Consuella              | Eugenia Caruso            | Téglás Judit           |
| Esmerelda              | Ana-Maria Maskell         | Nádorfi Krisztina      |
| Saoirse                | Orla O'Rourke             | Erdős Borcsa           |
| Raymond                | Jonathan Livingstone      | Hám Bertalan           |
| Alice anyja            | Vivienne Acheampong       | Lipcsey Colini Borbála |
| Alice apja             | Sobowale Antonio Bamgbose | Fehérváry Márton       |
| Samantha               | Eurydice El-Etr           | Sipos Viktória         |

## A film készítése

### Előkészületek
Dahl regényének új adaptációjáról 2008 decemberében kezdtek el beszélni, amikor Guillermo del Toro érdeklődést mutatott egy stop-motion film elkészítése iránt. A projekt kapcsán csak tíz évvel később, 2018 júniusában alakultak ki további fejlemények, amikor Robert Zemeckist alkalmazták a forgatókönyv megírására. Del Toro Zemeckis és Alfonso Cuarón mellett ellátta a produceri munkát.
A film Alabamában játszódik az 1960-as években, a regény 1980-as évekbeli Angliája és Norvégiája helyett, és a fiú főszereplő afro-amerikai, nem pedig norvég-brit, mint az eredeti regényben. Mindazonáltal Zemeckis ezt az adaptációt közelebbinek mondta az eredeti regényhez, mint az 1990-es adaptációt.

### Szereposztás
2019 januárjában Anne Hathaway-t választották a Legfelsõbb Boszorkány szerepére. Octavia Spencert februárban választották, az újonc Jahzir Bruno és Codie-Lei Eastick is csatlakoztak. Májusban Stanley Tucci és Chris Rock csatlakozott. 2020 szeptemberében kiderült, hogy Kristin Chenoweth is szerepel a filmben.

### Forgatás
A forgatás 2019. május 8-án kezdődött. Helyszínek: Alabama, Georgia és a Warner Bros. Stúdió. Illetve Leavesden, Hertfordshire, Virginia Water Lake, Surrey területe.

### Marketing
A film a Roblox játékkal működött együtt egy korlátozott ideig tartó Halloween rendezvényen.